# Eva (cântec)
Eva este primul single de pe al șaselea album de studio, Dark Passion Play, al formației finlandeze Nightwish. Este primul material realizat cu noua cântăreață, Anette Olzon, după plecarea Tarjei Turunen.

## Despre single
Inițial, single-ul a fost lansat numai pe internet și posturile de radio, pe 25 mai 2007. Apoi, piesa a fost inclusă pe albumul Dark Passion Play. Încasările realizate în Europa au fost donate unei fundații caritabile pentru copii, iar câștigul din vânzările pe internet din Finlanda a fost donat către două cămine de copii finlandeze.
Coperta single-ului a fost făcută publică pe site-ul oficial al formației la data de 17 mai. Imaginea prezintă o fată îmbrăcată într-o rochie finlandeză tradițională din stilul secolului 19, care poartă un urs de pluș, uitându-se spre o clădire pe un fond nocturn.
Conform unei știri publicate pe site-ul oficial Nightwish la data de 13 mai 2007: „<<Eva>> este un cântec lin, trist și foarte emoțional.” O mostră din melodie a fost făcută publică la aceeași dată, fiind însoțită de câteva dintre versurile cântecului.
„Eva” a început să fie difuzată la posturile radio din Finlanda la data de 25 mai, iar descărcările digitale au fost disponibile începând cu aceeași zi. Lansarea oficială a cântecului urma să aibă loc pe 30 mai, iar scopul său era să prezinte publicului noua voce a formației, Anette Olzon. Totuși, la o săptămână înainte de lansarea oficială, piesa „Eva” era piratată pe internet.

### Ordinea pieselor pe disc
1. Eva (varianta editată) - 2:52
2. Eva - 4:24